# Ya Ntesa Dalienst Le Maquisard chante Belalo et Dangara
Ya Ntesa Dalienst Le Maquisard chante Belalo et Dangara es el último álbum del cantante Ntesa Dalienst lanzado en 1990.

## Historia
En una entrevista el 15 de octubre de 1990, Ntesa Dalienst avisó que se estaba grabando el álbum. Debería salir en octubre, pero por problemas de producción, tuvo que salir en noviembre. Fue invitado el artista Carlyto Lassa (Choc Stars). Fue producido por Kokar Massakuba. El estilo del álbum es el odemba (variante de la rumba congoleña), que fue más usado por Franco y su Tout puissant OK Jazz.

## Canciones
| Lado/Núm. | Título    | Duración |
| --------- | --------- | -------- |
| A1        | «Belalo»  | 10:00    |
| A2        | «Dorothy» | 9:45     |
| B1        | «Dangara» | 10:45    |
| B2        | «Difela»  | 9:28     |

## Créditos
- Saxofón Alto - Rondot Kawaka
- Coro - Carlyto Lassa, Ntesa Dalienst
- Bajo - Jean-Baptiste Nsamela
- Batería - Otis Edjudju
- Guitarras solistas: Assani Corvin, Dizzy Mandjeku, Dieudos Makwanzi
- Voces principales - Ntesa Dalienst
- Percusión - Otis Edjuju
- Cencerro - Roger Nyimi
- Guitarra rítmica - Assani Corvin, Dieudos Makwanzi
- Saxofón Tenor - Didan Dibuidi
- Trombón - Jean-Pol Danhier
- Trompeta - Michel Kazungu[4]

Créditos adaptados desde Discogs